# Frank Calder

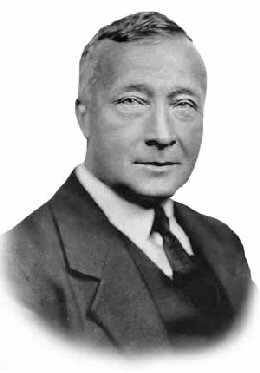
Frank Calder.

Frank Calder (Bristol, Inglaterra, 17 de noviembre de 1877 - Montreal, Canadá, 4 de febrero de 1943) fue un periodista y ejecutivo inglés, que destacó por ser el último presidente de la National Hockey Association y el primer mandatario de la National Hockey League. Ocupó la presidencia de la NHL desde su fundación, en 1917, hasta su muerte.

## Biografía
Calder nació en Bristol, y emigró a Canadá en los años 1900. En el país norteamericano comenzó a trabajar como profesor en una escuela privada de Montreal, y unos años después comenzó a ejercer de redactor en diferentes publicaciones deportivas. Durante ese periodo estuvo implicado en el desarrollo del deporte en la ciudad, convirtiéndose en uno de los fundadores de la escuela de rugby local, así como secretario de una liga de fútbol del distrito.
Su actividad llamó la atención del expropietario de los Canadiens de Montréal, George Kennedy, que le propuso como secretario de la National Hockey Association. Cuando esta liga desapareció en 1917 y se creó un nuevo campeonato, la National Hockey League, Calder fue propuesto por los propietarios de los equipos como el presidente del campeonato.
Calder ejerció como presidente de la NHL durante veintiséis años. Su primera medida fue permitir la venta de la franquicia de Quebec Bulldogs a la ciudad de Hamilton, y poco después permitió la expansión de nuevas franquicias en varias ciudades de los Estados Unidos, como Boston Bruins, New York Rangers, Detroit Red Wings y Chicago Blackhawks. Durante su etapa tuvo que afrontar la crisis económica de la Gran Depresión, y varios conflictos como el debate sobre el número de jugadores disponibles o la desaparición de algunas franquicias. En 1933 Calder creó un trofeo, el Trofeo Memorial Calder, que se entregaría al mejor jugador novato de la temporada.
La salud de Calder se deterioró tras sufrir varios ataques al corazón en el mes de enero de 1943, por lo que preparó la cesión temporal de su cargo como presidente a Red Dutton. El 4 de febrero de ese mismo año, Frank Calder falleció a causa de un infarto en el Hospital General de Montreal.
En 1947 Calder fue elegido como uno de los primeros miembros que formarían parte del Salón de la Fama del Hockey.